# Balabac (cieśnina)
Balabac (fil. Kipot ng Balabak; ang. Balabac Strait; mal. Selat Balabak) – cieśnina Oceanu Spokojnego, położona między wyspami Borneo i Palawan. Łączy Morze Południowochińskie z Morzem Sulu. Ma około 50 km szerokości, 48 km długości, a jej maksymalna głębokość wynosi 100 m. Cieśnina ma duże znaczenie dla lokalnej żeglugi.